# Бербеко, Александр Тихонович
Александр Тихонович Бербеко (1896, Раздельная, Тираспольский уезд, Херсонская губерния — 26 сентября 1937, Одесса) — советский военный лётчик, участник Гражданской войны, дважды Краснознамёнец (1923, 1925). Герой Труда.

## Биография
Александр Тихонович Бербеко родился в 1896 году на станции Раздельная Тираспольского уезда, Херсонской губернии (ныне — Одесская область Украины), Российская империя.
Вскоре после начала Первой мировой войны Бербеко был призван на службу в царскую армию. В 1916 году Бербеко окончил Одесскую школу лётчиков и был направлен на фронт. Воевал в составе авиационного отряда. Участвовал в Одесском вооружённом восстании в январе 1918 года, со своего самолёта бомбил Одесское артиллерийское училище, занятое формированиями гайдамаков.
Позднее участвовал в боях в Бессарабии, разбрасывал агитационные листовки над вражескими позициями. 19 мая 1919 года под Тирасполем Бербеко лично сбил румынский самолёт. Когда осенью 1919 года Добровольческая армия генерала Деникина продвигалась к Москве, Бербеко организовал партизанский отряд из своих товарищей по 1-му Советскому авиационному отряду. В одном из боёв он попал в плен к петлюровцам и был приговорён ими к смертной казни, однако благодаря помощи одесского подполья Бербеко удалось бежать из тюрьмы. Вернувшись в авиаотряд, он поддерживал действия 1-й Конной армии во время боёв с войсками генералов К. Мамонтова и А. Шкуро. Также участвовал в боях советско-польской войны и ликвидации крестьянского восстания на Тамбовщине.
Приказом Революционного Военного Совета Республики № 202 от 31 декабря 1923 года Александр Бербеко был награждён первым орденом Красного Знамени РСФСР. Также ему был вручён золотой знак Красной Гвардии. Приказом Революционного Военного Совета Республики № 736 от 24 ноября 1925 года Александр Бербеко вторично был награждён орденом Красного Знамени РСФСР.
После окончания Гражданской войны Бербеко жил в Одессе, работал лётчиком, занимался испытаниями старых самолётов после ремонта, совершал агитационные полёты и полёты для обработки сельскохозяйственных угодий. Активно занимался общественной деятельностью, был одним из организаторов добровольного общества «Аэрохим», руководил Одесским отделением Общества авиации и воздухоплавания Украины и Крыма. Работал помощником директора Одесского консервного института. Был кандидатом в члены ВКП(б). Избирался членом ЦИК Молдавской АССР.
7 февраля 1937 года Бербеко был арестован органами УНКВД по Одесской области, как «участник антисоветской троцкистской террористической организации» (ст. 54-8, 54-10 УК УССР) и 26 сентября 1937 года приговорён военной коллегией Верховного Суда СССР к высшей мере наказания — расстрелу. Приговор был приведён в исполнение 27 сентября 1937 года.
14 мая 1957 года реабилитирован определением военной коллегии Верховного Суда СССР.
Герой Труда. Был награждён орденом Трудового Красного Знамени Украинской ССР (стал первым кавалером этого ордена) и двумя ценными подарками.